# Медаль «За участие в миротворческих операциях»
Медаль «За участие в миротворческих операциях» (каз. «Бітімгершілік операцияларына қатысқаны үшін») — награда Министерства обороны Республики Казахстан, учреждённая на основании Указа Президента Республики Казахстан от 7 мая 2002 года № 865 с целью повышения престижа службы в вооружённых силах.

## Положение о медали
1. Медаль «За участие в миротворческих операциях» учреждается Указом Президента Республики Казахстан.
2. Медалью «Бітімгершілік операцияларына қатысқаны үшін» награждаются военнослужащие Вооруженных Сил, органов национальной безопасности, других войск и воинских формирований Республики Казахстан, а также другие лица и граждане других государств, принимавшие участие в миротворческих операциях, проводимых за пределами Республики Казахстан.
3. Порядок представления и рассмотрения ходатайств о награждении медалью «За участие в миротворческих операциях» определяется первыми руководителями Вооруженных Сил, Комитета национальной безопасности, других войск и воинских формирований Республики Казахстан.
4. Вручение медали «За участие в миротворческих операциях» производится от имени Президента Республики Казахстан первыми руководителями Вооруженных Сил, Комитета национальной безопасности, других войск и воинских формирований Республики Казахстан, командирами воинских частей, в том числе командирами и начальниками (органов военного управления, учреждений, военных учебных заведений), начальниками местных органов военного управления.
5. Каждому награждённому одновременно с вручением медали выдается соответствующее удостоверение.
6. Медаль «За участие в миротворческих операциях» носится на левой стороне груди после медали «За безупречную службу», лента к названной медали размещается на общей планке после ленты к медали «За безупречную службу».

## Описание медали
Медаль «За участие в миротворческих операциях» изготавливается из латуни и имеет форму круга диаметром 34 мм.
На лицевой стороне медали сверху в центре помещено изображение земного шара, под изображением земного шара - парящий «голубь мира». По верхнему внутреннему краю ободка расположена надпись «Бітімгершілік операцияларына қатысқаны үшін».
На оборотной стороне медали по центру расположена надпись «Қазақстан Республикасының Қарулы Күштерi», ниже - эмблема Вооружённых сил Республики Казахстан - пятиконечная звезда с гладкими двугранными лучами, солнце и парящий орел.
Все изображения, надписи на медали выпуклые, золотистого цвета. Края медали окаймлены бортиком.
Медаль с помощью ушка и кольца соединяется с колодкой шестиугольной формы шириной 34 мм и высотой 50 мм, обтянутой шелковой муаровой лентой, левая половина которой зеленого цвета, правая - цвета Государственного флага Республики Казахстан.
Медаль с помощью булавки крепится к одежде.
Награда изготавливается на Казахстанском монетном дворе в г. Усть-Каменогорске.